# エドウィン・リッチフィールド
エドウィン・リッチフィールド（Edwin Richfield、1921年9月11日 - 1990年8月2日）は、イングランドの俳優で、ロンドンに生まれ、シュロップシャー州シュルーズベリーで死去した。
出演した映画作品には、『X the Unknown』『宇宙からの侵略生物 (Quatermass II)』、『The Camp on Blood Island』、『The Face of Fu Manchu』、『火星人地球大襲撃 (Quatermass and the Pit)』などがある。
1959年のテレビ・シリーズ『国際非常線 (Interpol Calling)』では準主役を務めた。1960年代はじめのグラナダTV（ITVグラナダの前身のひとつ）のシリーズ『The Odd Man』では、主人公を（第2シーズンから）演じた 。テレビでは他にも、『R3』、『199 Park Lane』、『Gideon's Way』、『Danger Man』、『おしゃれ(秘)探偵』（のべ6話に出演）、『Dixon of Dock Green』、『Z-Cars』、『Adam Adamant Lives!』、『The Baron』、『Champion House』、『Out of the Unknown』、『The Owl Service』、『謎の円盤UFO (UFO)』、『Bergerac』、『Crossroads』、『ドクター・フー (Doctor Who)』シリーズ（『The Sea Devils』と『The Twin Dilemma』）、『All Creatures Great and Small』などに出演した。

## おもな映画
- The Jack of Diamonds (1949)
- Park Plaza 605 (1953)
- The Blue Parrot (1953)
- Mask of Dust (1954)
- Radio Cab Murder (1954)
- Conflict of Wings (1954)
- The Black Rider (1954)
- The Brain Machine (1955)
- X the Unknown (1956)
- 宇宙からの侵略生物 (Quatermass 2) (1957)
- The Big Chance (1957)
- Account Rendered (1957)
- Up the Creek (1958)
- Further Up the Creek (1958)
- The Camp on Blood Island (1958)
- Model for Murder (1959)
- Make Mine a Million (1959)
- The Boy Who Stole a Million (1960)
- Life Is a Circus (1960)
- Sword of Sherwood Forest (1960)
- Village of Daughters (1962)
- Just for Fun (1963)
- The Comedy Man (1964)
- The Secret of Blood Island (1964)
- The Face of Fu Manchu (1965)
- 火星人地球大襲撃 (Quatermass and the Pit) (1967)
- Champions (1983)